# Il monte Dingjun
Il monte Dingjun (Cinese semplificato: 定军山; pinyin: Dingjun shan) è un film del 1905 diretto da Ren Qingtai (任庆泰) aka Ren Jingfeng (任景丰). Il film, interpretato dall'attore Tan Xinpei, inaugurò la produzione dello studio fotografico Fengtai di Pechino. Si basa su un episodio del romanzo storico di Luo Guanzhong, Il romanzo dei Tre Regni.
Il film è costituito da una registrazione di una performance all'Opera di Pechino della Battaglia di Monte Dingjun e costituisce il primo film cinese mai realizzato.
L'unica copia fu distrutta in un incendio verso la fine degli anni '40 del Novecento.